# Max Immelmann (Mediziner)
Max Immelmann (* 12. Juli 1864 in Stendal; † 31. März 1923 in Berlin) war ein deutscher Arzt und Pionier der Radiologie. Er war Mitbegründer der 1898 gegründeten Röntgenvereinigung zu Berlin und der Deutschen Röntgengesellschaft von 1905 und ab 1907 Schriftleiter der Zeitschrift Ärztliche Praxis.
In seinem ab 1899 bestehenden Institut für Röntgenologie, Orthopädie, Heilgymnastik und Inhalationsbehandlung in der Berliner Lützowstraße wurden eine Trommelspaltblende und das Fürstenau-Intensimeter (benannt nach seinem Assistenten Robert Fürstenau) entwickelt.
Immelmann setzte sich für die Etablierung der Radiologie als eigenes Fach sowie eine gründliche Ausbildung von medizinischem Hilfspersonal ein. Der dafür entwickelte Leitfaden des Röntgenverfahrens (s. unter Werke) erschien zwischen 1914 und 1931 in sechs Auflagen.
Zu seinen wichtigsten Werken gehört der 1900 erschienene Röntgenatlas des normalen menschlichen Körpers.
Immelmanns Großvater (Karl August Immelmann, 1796–1852) und Vater (Franz Alwin Immelmann, 1825–1917) hatten als Kreistierärzte in Stendal gearbeitet. Max Immelmann studierte von 1885 bis 1889 in Würzburg und Berlin Medizin. 1889 wurde er mit einer Arbeit über Acht Fälle von Apoplexie in der Geburt zum Dr. med. promoviert. 1891 erfolgte die Approbation, nach der Immelmann sich in Stendal als praktischer Arzt niederließ. Von dort aus ging er 1895 als Assistent an das von Gustav Schütz gegründete medico-mechanische Institut, machte sich aber bereits nach einem Jahr mit seiner Anstalt für Orthopädie und Pneumotherapie selbständig. Hier arbeitete Immelmann zunehmend mit Röntgenstrahlen als Diagnoseinstrument, wobei auch einige Schriften zur Diagnostik entstanden.
Der Flieger Max Immelmann war sein Neffe.

## Werke
- Röntgenatlas des normalen menschlichen Körpers. Berlin 1900.
- Zehn Jahre Orthopädie und Röntgenologie 1896–1906. Klett, Berlin 1906.
- Das Röntgenverfahren bei Erkrankungen der Harnorgane. Meusser, Berlin 1913.
- mit Robert Fürstenau und Johannes Schütze: Leitfaden des Röntgenverfahrens für das Röntgenologische Hilfspersonal. Enke, Stuttgart 1914.